# 泽随村
泽随村是中国浙江省龙游县塔石镇下辖的一个村。

## 历史文化
2013年8月26日，泽随村公布为第二批中国传统村落。
2019年1月21日，泽随村公布为第七批中国历史文化名村。
2017年1月19日，泽随建筑群列为第七批浙江省文物保护单位（7-89）。